# Université Érasme de Rotterdam

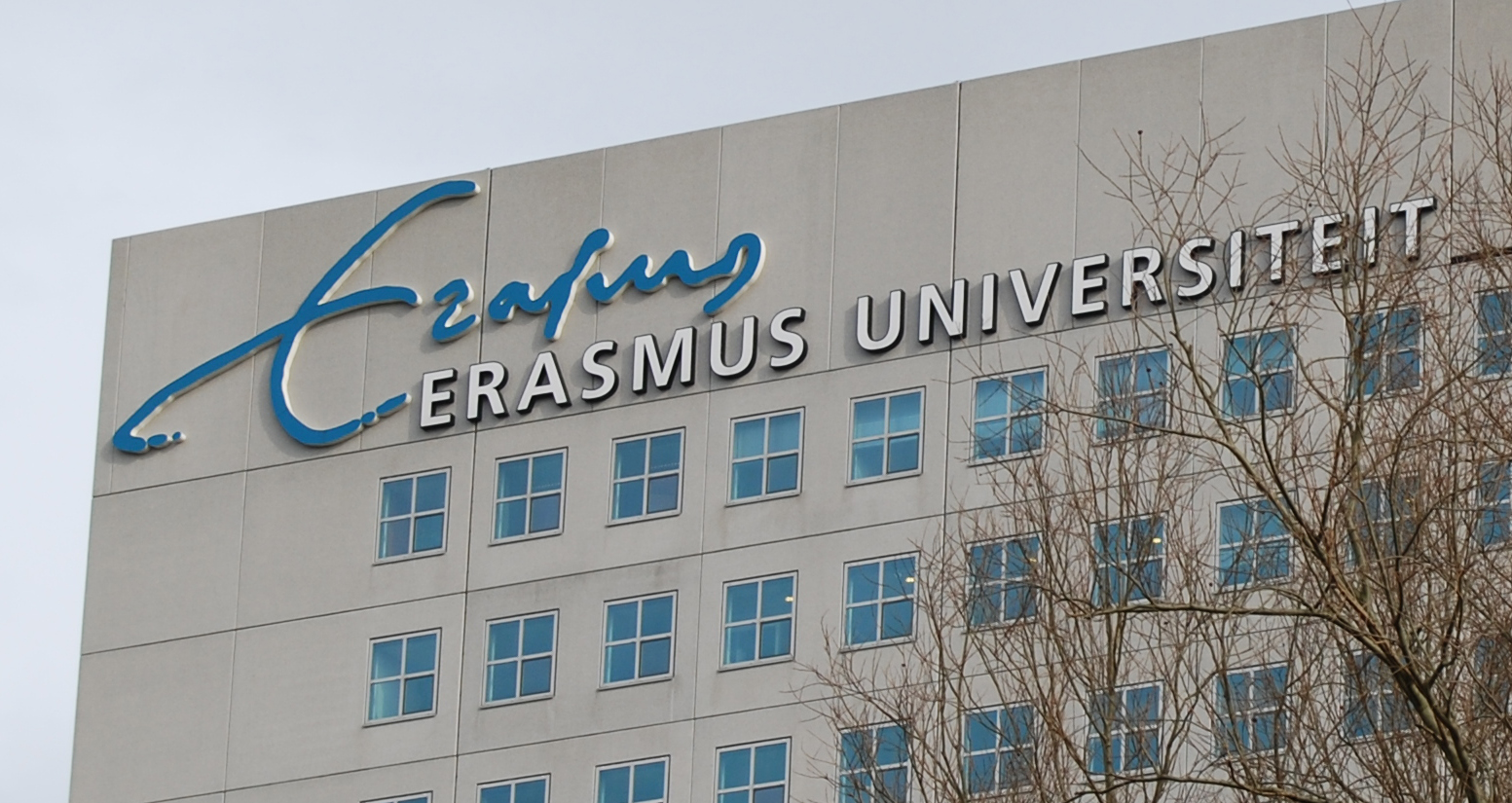
L'université Érasme

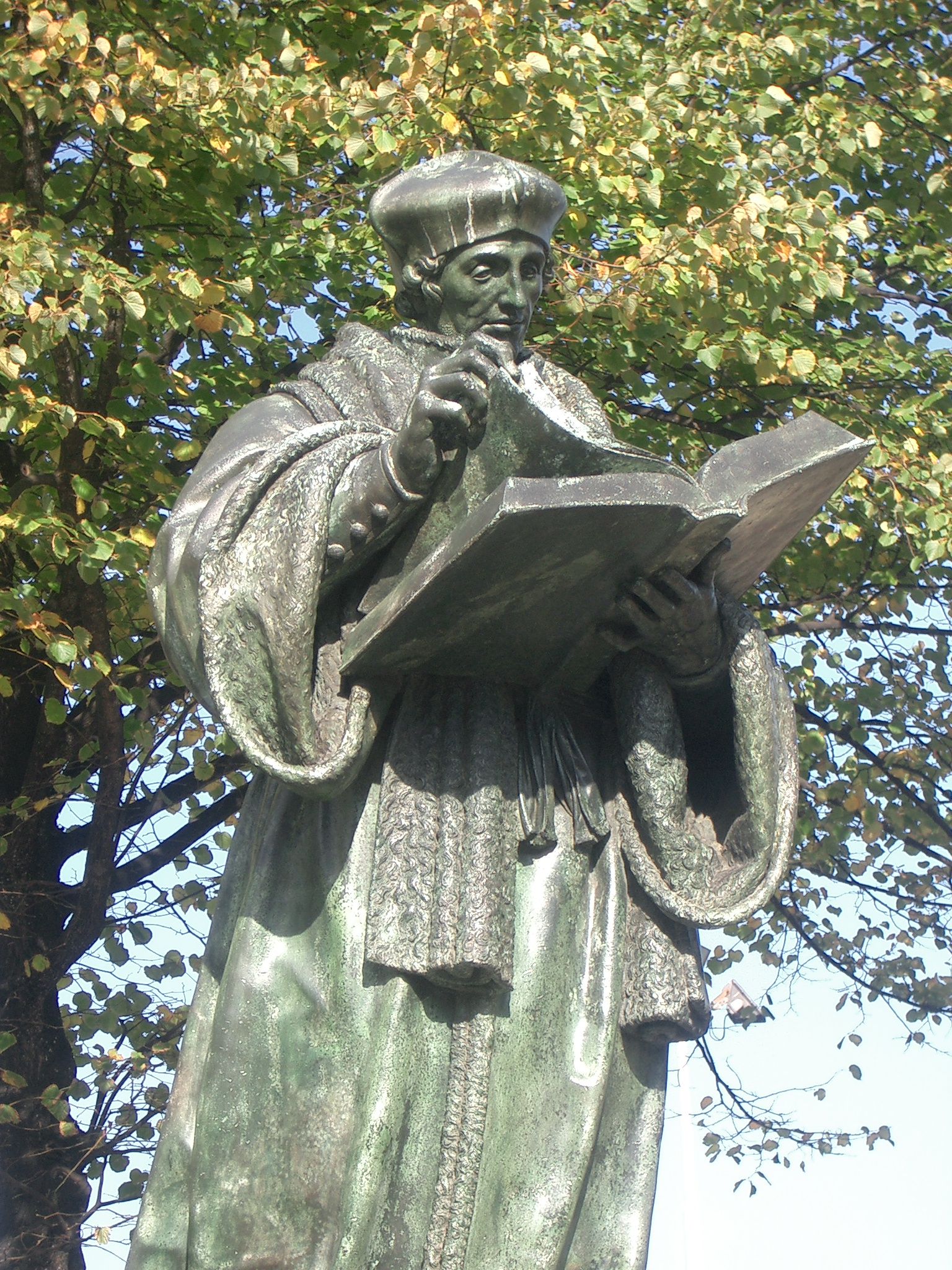
La statue d'Érasme à l'université

Pour les articles homonymes, voir EUR.
L'université Érasme de Rotterdam (en néerlandais : Erasmus Universiteit Rotterdam, abrégé en EUR) est une université dite « de recherche » (WO) située à Rotterdam aux Pays-Bas. Elle offre des programmes d'enseignement supérieur du premier au troisième cycle (doctorats) et des programmes de recherche. Elle compte sept facultés, environ 39 150 étudiants et 3 687 salariés en 2020. 

## Histoire
En 1913, le Rotterdamois W.C. Mees obtient le soutien de la communauté des affaires de Rotterdam pour fonder une école de commerce appelée Nederlandsche Handels-Hoogeschool (NHH). La formation dans cette école dure deux ans. Les premiers cours ont lieu dans des salles d'un immeuble sur l'avenue Blaak. En 1916, l'école s'installe dans un nouvel immeuble dans l'angle des rues Pieter de Hoochweg et de Westzeedik. 
La reconnaissance légale de l'enseignement supérieur dans le commerce et l'économie en tant que discipline académique entraîne en 1939 dans un changement de nom : la NHH devient la Nederlandse Economische Hogeschool (NEH) (en français, École supérieure néerlandaise d'économie). 
Durant l'occupation allemande de la Seconde Guerre mondiale, l'université connaît une période difficile. Le procureur Seys Inquart décide en Mai 1943 que les étudiants diplômés doivent aller travailler pendant un certain temps en Allemagne. Les étudiants doivent signer une déclaration de fidélité pour recevoir leur diplôme : presque tous les étudiants refusent, et les professeurs démissionnent ou se déclarent malades. Les cours universitaires s'arrêtent cette année-là. L'activité habituelle reprend après la guerre.
Dans les années 1960, de nouvelles facultés sont créées : les facultés de droit et de sciences sociales, puis de philosophie, d'histoire, d'arts et de management. 
À partir de 1950, la Fondation pour la formation supérieure en clinique tente d'obtenir un programme d'études universitaires médicales : en 1966, le gouvernement crée la faculté de médecine de Rotterdam, installée à côté de l'hôpital général Dijkzigt. En 1973, la faculté de médecine de Rotterdam et la NEH fusionnent pour fonder l'université Érasme de Rotterdam, nommée en l'honneur du philosophe Érasme originaire de Rotterdam.
Depuis le 1er janvier 2003, la faculté de médecine, l'hôpital Dijkzigt, l'hôpital d'enfants Sophia et la clinique Daniël den Hoed (actuel institut de cancérologie) forment ensemble l'hôpital universitaire de Rotterdam qui prend le nom d'Erasmus Medical Center (abrégé Erasmus MC).

## Organisation

### Facultés
- Erasmus School of Economics (ESE) : économie
- Erasmus School of Law (ESL) : droit
- Faculteit der Sociale Wetenschappen (FSW) : sciences sociales, dont le Erasmus University College (EUC)
- Erasmus MC, centre médical Erasmus
- Faculteit der Wijsbegeerte (FW) : philosophie
- Erasmus School of History, Culture and Communication (ESHCC), histoire, culture et communication
- Rotterdam School of Management, Erasmus University (RSM) : management

### Instituts particuliers
Certains départements intégrés à l'Université Érasme ont été créés indépendamment de l'université et conservent certains statuts spéciaux (Bijzondere Instituten) :
- Erasmus School of Health Policy & Management (ESHPM), devenu en 2017 Instituut Beleid & Management Gezondheidszorg (iBMG) ;
- International Institute of Social Studies (ISS) ;
- Institute for Housing and Urban Development Studies (IHS).

### Top Institutes
L'université Érasme participe à des « Top Institutes », organisations réunissant des universitaires et des professionnels ou des entreprises, dont l'objectif est de développer de nouvelles connaissances dans des domaines de recherche importants pour l'économie. 
Depuis 2006, EUR participe au TI Pharma (développement de nouveaux traitements pharmaceutiques) et au Erasmus Instituut Toezicht & Compliance (EITC).

### Instituts de recherche et écoles de formation doctorale
Les facultés participent à des instituts ou organisations permettant des collaborations universitaires pour la recherche et la formation de chercheurs, soit entre facultés de EUR, soit avec des facultés relevant d'autres universités. Ces instituts sont des écoles de formations doctorales. Les étudiants en doctorat sont associés aux recherches et aux enseignements de ces instituts.

#### Instituts liés aux facultés d'économie (ESE) et écoles de commerce (RSM)
- l’institut d'économétrie (Econometric Institute)

L'institut a été fondé en 1953 Jan Tinbergen et Henri Theil et est associé à la faculté d'économie ESE et à plusieurs autres instituts et écoles spécialisés (transports publics, transports maritimes, management, etc.) ;
- Tinbergen Institute (TI)

Le Tinbergen Institute est un institut interuniversitaire de recherche et d'enseignement en économie, économétrie et finance, qui associe l'université d'Amsterdam (UA), l'université Libre l'Amsterdam (VUA), et l'université Erasmus de Rotterdam. Il propose un programme de recherche, la préparation de masters en économie et finances et des programmes doctoraux, ;
- l’institut supérieur de management Érasme (Erasmus Research Institut of Management, ERIM)

L'Erasmus Research Institut of Management, ERIM) est géré par la Rotterdam School of Management (RSM) et la faculté d'Économie Erasmus (ESE). En 1985, la RSM s'est séparée de l'université EUR et a mis en place, en association avec l'université technologique de Deft, un institut de recherche nommé ERASM (Erasmus Research Institute for Advanced Studies in Management). La faculté d'économie de l'EUR a mis en parallèlement en place un institut de recherche nommé le RIBES (Rotterdams Instituut voor Bedrijfseconomische Studies). Les deux instituts fusionnent en 1998 et prennent l'intitulé ERIM. :L'ERIM vise à réunir des chercheurs de haut niveau dans les affaires et la gestion, ;
- le centre d'entreprenariat (Erasmus Center for Entrepreneurship, ECE)[9] ;
- le centre de transport, infrastructure et logistique (Transport, Infrastructure and Logistics, TRAIL)

Le TRAIL est un centre de recherche et de formation doctorale réunissant treize facultés (représentant six universités néerlandaises), et compte environ 220 enseignants-chercheurs et une centaine d'étudiants en doctorat.

#### Instituts liés à la faculté de droit
L'institut de formation doctorale et de recherche de la faculté de droit est la Erasmus Graduate School of Law (EGSL) mise en place depuis 2012,.  
L'institut de recherche et formation interuniversitaire OMV (Research School Safety and Security in Society) est spécialisé sur les questions de sécurité. L'institut associe les facultés de droit de Leyde (Europa Instituut Leiden, ULEI), l'Université Libre d'Amsterdam, l'Organisation néerlandaise de recherche scientifique appliquée (TNO) et l'Institut néerlandais d'étude du crime et de l'application de la loi (NSCR). 
La faculté de droit de EUR est associée à six autres instituts de recherche spécialisés :
- Rotterdam Institute of Law and Economics (RILE) ;
- Rotterdam Institute for Shipping & Transport Law (RISTL) ;
- Rotterdam Institute of Private Law (RIPL) ;
- Erasmus China Law Centre (ECLC) ;
- Erasmus Studiecentrum voor Belastingen van Lokale overheden (ESBL) ;
- IvO Center for Financial Law & Governance (ICFG).

La faculté de droit est également associées à d'autres écoles supérieures de recherche interuniversitaires : 
- l'École nationale de recherche sur les droits de l'homme (National Research School for Human Rights) ;
- l'École supérieure d'éthique ;
- le centre d'études sur le développement humain (Center for Resource Studies on Human Development, CERES).

#### Instituts liés au centre médical Érasme (Erasmus MC)

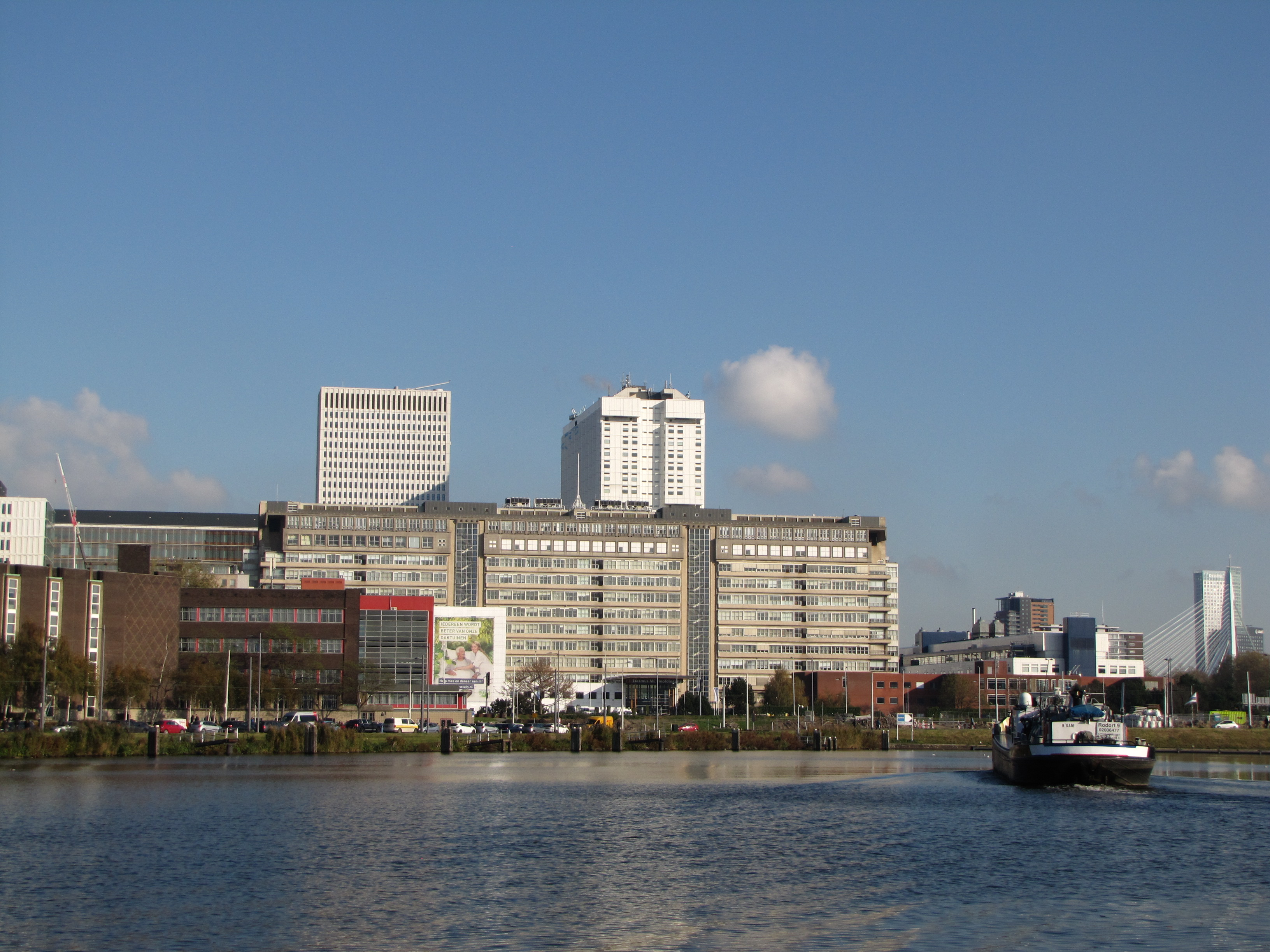
Complexe de bâtiments du Erasmus Medical Center 2017)

Les étudiants en doctorat du centre médical Érasme se répartissent en cinq écoles doctorales et centres de recherche correspondant aux cinq principales spécialités de l'école médicale, :
- recherche cardiovasculaire de l'École de l'Université Erasmus de Rotterdam (Cardiovascular Research School Erasmus University Rotterdam, COEUR)[15] ;
- le centre de génétique médicale du Sud-ouest des Pays-Bas (MGC)[16] ;
- l’Institut international des Sciences de la Santé (NIHES)

L'institut NIHES réunit des équipes des universités d'Amsterdam, Rotterdam, Utrecht, Nijmegen, ainsi que le centre national de recherche contre le cancer (NKI) et l'Institut national de la santé publique et de l'environnement (RIVM). Tous les cours sont donnés en anglais, ;
- Neurosciences Amsterdam Rotterdam (ONWAR) [18] ;
- le troisième cycle de l'École de Médecine moléculaire (Mol Med)[19].

Des collaborations existent également avec de nombreux autres instituts de formation et de recherche .

#### Instituts liés aux facultés de sciences sociales et philosophie
L'institut de formation doctorale et de recherche Erasmus Graduate School of Social Sciences and the Humanities (EGS3H) a été monté en 2012 par plusieurs facultés conjointement : la faculté des sciences sociales et comportementales (ESSB), la faculté d'histoire, culture et communication (ESHCC), la faculté de philosophie (FP), et l'institut international d'études sociales(ISS).
D'autres instituts d'enseignement doctoral et de recherche inter-universitaires sont également affiliés à certains des départements des facultés des sciences sociales et philosophie : 
- Netherlands Institute of Government (NIG)
- Institut Huizinga (histoire culturelle)
- Institut NW Posthumus
- École d'Amsterdam en recherche sociale (Amsterdam School for Social Research, ASSR)
- École nationale de recherche en philosophie pratique (Netherlands School for Research in Practical Philosophy)
- École de recherche en psychologie expérimentale (Experimental Psychology Research School, EPOS)
- Institut Kurt Lewin (psychologie)

## Domaines d'excellence
L'université a sept facultés qui collaborent sur quatre domaines en particulier, entre elles et avec d'autres institutions. Ces quatre domaines sont définis comme les domaines d'excellence de l'Université :
- santé – faculté de Médecine et des Sciences de la Santé/Erasmus MC et de l'Institut de Politique et Gestion de la Santé (iBMG) ;
- prospérité économique - École de l'Économie (ESE) et de la Rotterdam School of Management (RSM) de l'Université Érasme (EUR) ;
- gouvernance – Faculté de Droit et Faculté des Sciences Sociales de EUR ;
- culture – École de l'Histoire, de la Culture et de la Communication, Faculté des Sciences Sociales et de la Faculté de Philosophie de EUR.

## Programmes d'enseignement et diplômes

### Premier cycle
L'Université Erasmus de Rotterdam dispense une large gamme de formations de licence enseignées dans la langue néerlandaise, conduisant à un B. A., un B. Sc. ou un LL.B..
De plus, l'université offre plusieurs programmes de licence en langue anglaise. Outre les étudiants néerlandais, environ 65 % des élèves participant à ces programmes sont des étudiants internationaux (en) provenant de plus de 80 pays.

### Masters
Les étudiants peuvent choisir parmi différents types de programmes de Master (maîtrise universitaire). L'éducation à ce niveau est donné principalement en anglais. Les programmes de Master permettent l'obtention des diplômes de M. A., M. Sc. ou LL.M. degré. Les maîtrises diffèrent en fonction de l'orientation prévue après l'obtention du diplôme : 
- masters de recherche : programmes de master menant aux carrières en recherche universitaire ;
- masters professionnels : programmes menant vers les carrières professionnelles et appliquées. Ces programmes mènent aux diplômes de M. A., M. Sc., MBA, MFM (Master en gestion financière) et MHM.

### Programmes de doctorat
La plupart des départements, affiliés à des instituts ou facultés, offrent des programmes de doctorat menant au diplôme de "Doctor of Philosophy" ou PhD.

## Campus
Le campus universitaire de l'EUR se répartit sur quatre sites :
- le principal campus est le Campus Woudestein [23] dont la construction a débuté en 1968. Il s'agit d'un grand complexe de bâtiments, situé à l'ouest du centre-ville dans l'arrondissement Kralingen-Crooswijk, à l'adresse Burgemeester Oudlaan 50. Le site est accessible par les transports publics, bus, trams et métro (station Kralingse Zoom)[24] ;
- la faculté de médecine travaille et enseigne au centre médical Érasme (Erasmus MC), le site hospitalier du centre-ville de Rotterdam situé dans le quartier Dijkzigt. Il est accessible par bus, tram et métro (station de métro Dijkzigt) ;
- le Erasmus University College est logé dans le bâtiment situé au Nieuwemarkt 1a, en centre-ville. Le bâtiment est l'un des rares bâtiments du centre-ville n'ayant pas été détruit pas le bombardement de Rotterdam de 1941. Il a été construit entre 1917 et 1923, dessiné par les architectes D.B. Logemann (1884-1964) aidé de Nicolaas Lansdorp (1885-1968) et Johannes Poot (1892-1976). Le bâtiment était la bibliothèque de Rotterdam avant d'être rénové par l'architecte Erick van Egeraat et d'ouvrir ses portes au EUR en 2014[25]. Les cours de premier cycle universitaire donnés en anglais International Bachelor in Liberal Arts and Sciences y prennent place ;
- l'Institut international d'études sociales est logé dans un bâtiment situé à La Haye.

## Bibliothèques

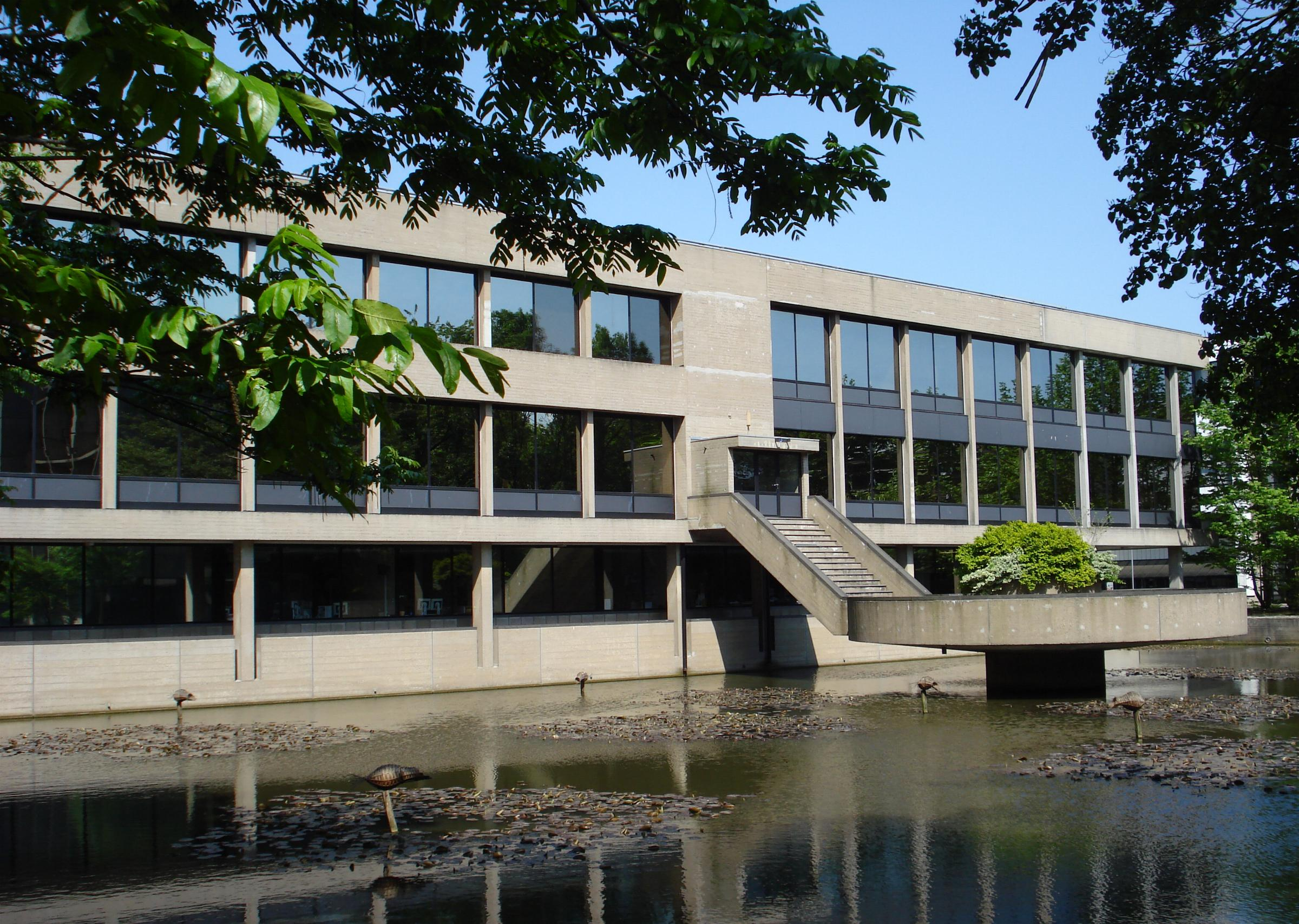
Bibliothèque universitaire.

La bibliothèque du campus Woudestein a été ouverte en 1968, avec l'ouverture du nouveau campus. Son intérieur et son isolation ont été rénovés entre 2015 et 2017 d'après les plans de l'architecte Jef van den Putte. En 2014, la bibliothèque a effectué 3 400 000 téléchargements de périodiques et 36 000 prêts.

## Vie étudiante

### Associations et clubs
- Association de la faculté d'Économie EFR (Economische Faculteitsvereniging Rotterdam)
- Association des étudiants de la Rotterdam School of Management STAR (Study Association Rotterdam School of Management)
- Bureau des étudiants de finance de Rotterdam FSR (Financiële Studievereniging Rotterdam)
  - STAR de Gestion de Semaine
  - Erasmus Projet De Conseil
- Association des fiscalistes de Rotterdam R.F.V. Christiaanse-Taxateur (Rotterdamse Fiscalisten Vereniging Christiaanse-Taxateur)
- Association de la faculté des sciences sociales S.F.V. Cedo Nulli (Sociale Faculteitsvereniging Cedo Nulli)
- Bureau des étudiants d'économie générale AEclipse
- Bureau des étudiants d'économétrie FAECTOR

### Journées spéciales
- GreenEUR. Le 9 septembre 2009—date de la Journée du développement durable—GreenEUR a été lancé officiellement. Au cours de cette journée, GreenEUR a organisé plusieurs activités sur le campus sur le thème du développement durable, en collaboration avec l'association Greening the Campus. Depuis avril 2010 GreenEUR est officiellement reconnue par le Conseil Exécutif de l'Université[28].

## Classements et accréditations

### Erasmus School of Economics
La faculté d'économie de EUR occupe en 2014, selon le Classement mondial des universités QS, la 9e place européenne et le 38e place internationale en économie et économétrie. Également en 2014, en comptabilité et en finances, l'institut occupe la 10e place européenne et la 37e place internationale,. Le classement de Shanghai publié en janvier 2015, classe la Erasmus School of Economics au 4e rang européen et 29e rang international, en économie et commerce,

### Rotterdam School of Management
La Rotterdam School of Management est classée 4e en Europe et 6e sur le plan international en 2016 par Eduniversal ranking. Le classement européen du Financial Times des écoles de commerce et des MBA, a souvent classé RSM parmi les 10 meilleurs en Europe. Elle a obtenu la triple accréditation internationale des organismes internationaux d'accréditation des programmes d'éducation en gestion et direction AMBA, EQUIS, et AASCB.

### Centre médical Érasme
L'Erasmus Medical Center ou Erasmus MC, a été classé plusieurs fois parmi les meilleures universités européennes au classement Times Higher Education. Selon le QS World University Ranking des universités, Erasmus MC est classé 34e sur le plan international

## Enseignants et chercheurs notables

### Lauréat du prix Nobel
- Jan Tinbergen (premier lauréat du prix Nobel d'économie, 1969), a été élève de l'université et un de ses enseignants-chercheurs.
- Guido Imbens (Lauréat du prix Nobel d'économie, 2021)

### Politique
- Jan Peter Balkenende (ancien Premier ministre néerlandais)
- Pim Fortuyn (personnalité politique néerlandais)
- Cees Veerman (ancien ministre néerlandais de l'agriculture, de l'environnement et de la qualité alimentaire)
- Alexander Rinnooy Kan (président du Conseil socio-économique néerlandais)
- Hans Wijers (PDG de AkzoNobel; ancien ministre néerlandais des Affaires économiques).

### Scientifiques
- Jean Paelinck (Prix européen en sciences régionales, 2003)
- Frank Grosveld (Prix Spinoza 1995)
- A. Cecile J.W. Janssens (épidémiologiste)
- Jan Hoeijmakers (Prix Spinoza 1998)
- Albert Osterhaus (directeur du Centre national de la grippe, et du centre mondial consacré à la rougeole de l'Organisation mondiale de la santé)
- Gerrit van Poelje (haut fonctionnaire, fondateur de l'administration publique néerlandaise)
- Jo Ritzen (ancien ministre de l'Éducation, de la Culture et de la Science des Pays-Bas) ; il est également un ancien élève de l'université.
- Henri Theil (successeur de Jan Tinbergen et cofondateur de l'Institut économétrique, 1956)
- Eelco van Asperen (informaticien)

### Philosophie
- Luce Irigaray (philosophe française)

## Anciens élèves notables

### Études commerciales
- Cor Herkströter (PDG de DSM, ancien PDG de Royal Dutch Shell)
- Herman Heinsbroek (ancien ministre des Affaires Économiques)
- Maarten Fontein (ancien PDG de l'AFC Ajax)

### Économie
- Frans Muller (PDG du Groupe Delhaize)
- Cor Herkströter (cf. ci-dessus)
- Eduard Bomhoff (ancien ministre de la Santé, du bien-être et du Sport et vice-Premier ministre néerlandais)
- Le Prince Johan-Friso d'Orange-Nassau (2e fils de la reine Beatrix des Pays-Bas)
- Peter Nijkamp (professeur en économie régionale ; lauréat du Prix Spinoza)
- Jeroen van der Veer (PDG de Royal Dutch Shell)
- Onno Ruding (ancien vice-président, Citibank ; ancien membre du conseil d'administration, ABN AMRO, ancien ministre des Finances des Pays-Bas ; ancien directeur général du FMI)
- Silvia Hernández Sánchez (économiste et ministre au Costa Rica)
- Frans Weisglas (ancien président de la Chambre des représentants des Pays-Bas)
- Jan Kees de Jager (ancien ministre des Finances néerlandais)
- Henri Termeer (président directeur général de Genzyme)
- Albert Winsemius (conseiller économique de Singapour)
- Antoine van Agtmael (ancien économiste de la Banque Mondiale)
- Jan Pronk (ancien ministre)
- Cees Veerman (ancien ministre)

### Politique
- Ruud Lubbers (ancien Premier ministre et Haut Commissaire aux Nations unies)
- Jan Pronk (ancien ministre et représentant spécial aux Nations unies)
- Supachai Panitchpakdi (directeur général de l'OMC, 2002-2005)
- Johan Witteveen (directeur général du FMI, de 1973 à 1978 et le premier président du Groupe des Trente)
- Mohammad Hatta (l'un des deux proclamator de l'indépendance de l'Indonésie, premier vice-président et Premier ministre de la république d'Indonésie)
- Neelie Kroes (commissaire Européen)
- Meles Zenawi (Premier ministre de la république fédérale démocratique d'Éthiopie)
- Zoran Jolevski (ambassadeur macédonien des États-Unis et de négociateur dans le débat autour du nom de la Macédoine)
- Paul Zimmerman (conseiller au Conseil de district Hong Kong Sud)
- Melanie Schultz van Haegen (ministre néerlandaise de l'Infrastructure et de l'Environnement)

### Droit
- Stefan Aartsen (ancien sportif en natation)
- Aart Jan de Geus (secrétaire général adjoint de l' OCDE et ancien ministre des Affaires Sociales et de l'Emploi des Pays-Bas)
- Marianne Thieme (activiste défenseure des animaux et politicienne)
- Fatima Moreira de Melo (ancien sportive en hockey sur gazon)

### Biologie
- Jacques Cohen (embryologiste)

### Histoire sociale
- Lilianne Ploumen (ministre du Commerce extérieur et de la Coopération au Développement 2012-2017 et membre de la Chambre des représentants des Pays-Bas)
- Ronald van Raak (membre de la Chambre des représentants des Pays-Bas)
- Kysia Hekster, journaliste